# Бахар, Йоси
Йо́си Ба́хар (ивр. יוסי בכר‎; полное имя: Йосе́ф Ба́хар (ивр. יוסף בכר‎); род. 9 марта 1964, Реховот, Израиль) — генерал-майор запаса Армии обороны Израиля; в последней должности: командир Корпуса Генштаба (с сентября 2014 по октябрь 2018 года) и командир Школы командования, контроля и оперативной штабной работы.

## Биография
Йоси Бахар родился 9 марта 1964 года в Реховоте в семье Ицхака и Геулы (10.7.1942 — 7.10.2023) Бахар. В декабре 1965 года семья (на тот момент с двумя детьми: Йоси Бахаром и его сестрой Ривкой) переехала в кибуц Беэри недалеко от границы с сектором Газа на юге Израиля, где в дальнейшем в семье родилось ещё четверо детей: Тами, Наоми (скончалась в возрасте 22 лет), Овад и Мерав.

### Военная карьера
В 1983 году Бахар был призван на службу в Армии обороны Израиля, начал службу в батальоне «Петен» («Десантируемый Нахаль») бригады «Цанханим», где прошёл путь от бойца, командира отделения и командира взвода до командира роты.
В 1988 году Бахар командовал ротой курсантов в Офицерской школе Армии обороны Израиля, а с 1990 по 1992 год возглавлял военно-инженерную роту (ивр. פלחה"ן‎) бригады «Цанханим».
По окончании учёбы в Командно-штабном колледже армии и Тель-Авивском университете в 1994 году командовал разведывательной ротой (ивр. פלס"ר‎) бригады («Сайерет Цанханим»). В этот период рота под командованием Бахара совершила ряд успешных операций в южном Ливане. В 1996 году Бахар был назначен командиром батальона «Петен», а в дальнейшем командовал учебной базой бригады.
С 1999 по 2001 год Бахар командовал специальным подразделением «Маглан». В 2001 году был повышен в звании до полковника и возглавил резервную бригаду «Ход ха-Ханит». Командовал бригадой во время операции «Защитная стена» на Западном берегу реки Иордан, в ходе которой бригада провела операцию по захвату городов Тулькарма, Кабатии и их окрестностей.
В 2003 году Бахар был назначен командиром бригады «Цанханим». Под командованием Бахара бригада приняла участие в ряде контртеррористических операций в ходе Интифады Аль-Аксы, включая операцию в Наблусе в июне 2004 года, а также обеспечивала функцию территориальной обороны сил, задействованных в исполнении «Плана одностороннего размежевания» в северной Самарии.

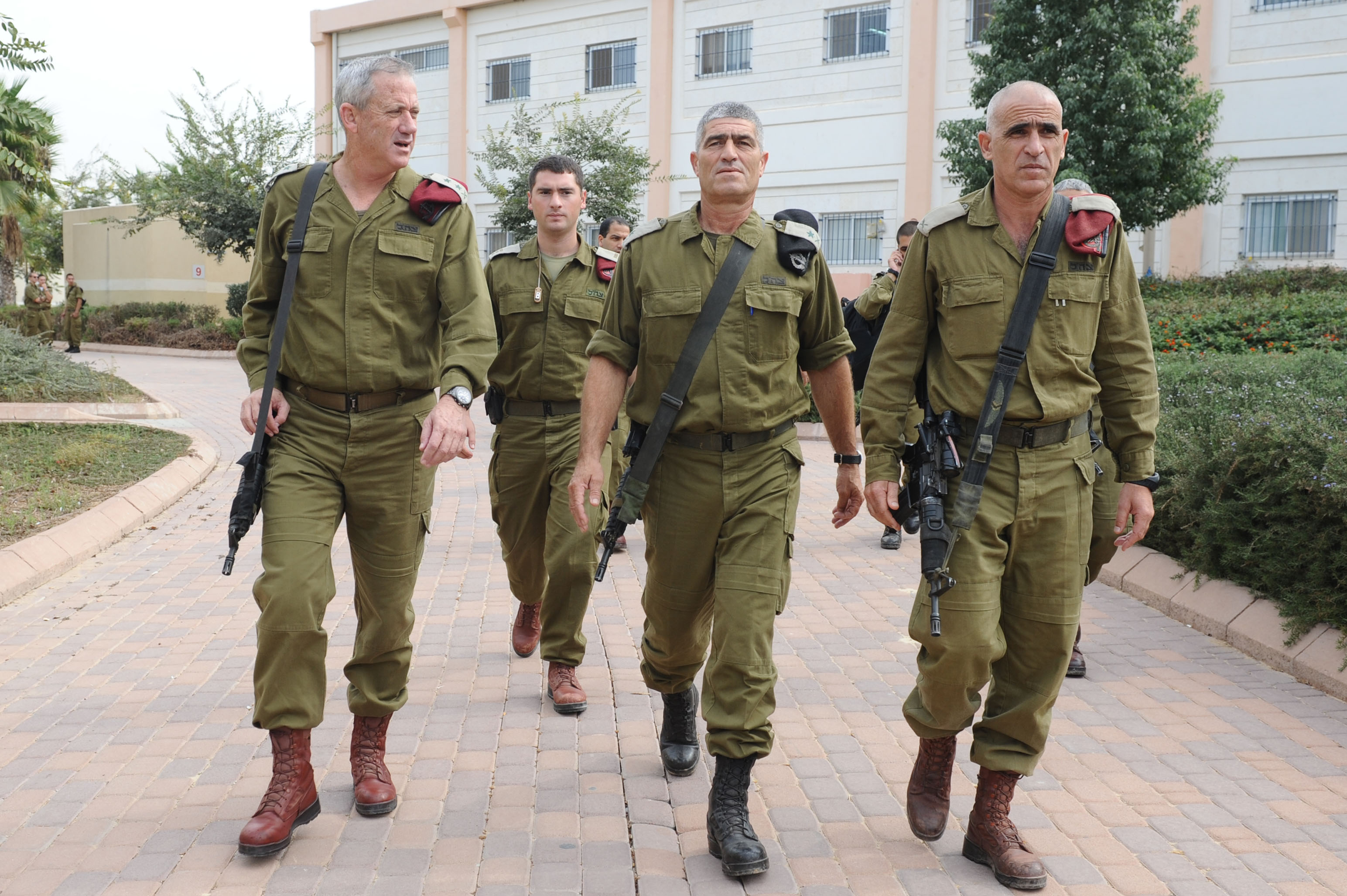
Йоси Бахар (справа), Начальник Генштаба Бени Ганц (слева) и Командующий Южным военным округом Таль Руссо (в центре) в ходе посещения места удара ракетной атаки из сектора Газа, 2012

В 2006 году был повышен в звании до бригадного генерала и назначен Главным офицером пехотных и десантных войск (ивр. קחצ"ר‎). Вследствие решения командира территориальной дивизии «Ха-Галиль», бригадного генерала Галя Хирша, сойти с поста вследствие Второй ливанской войны Бахар временно возглавил дивизию в ноябре 2006 года и командовал ей до 2007 года, после чего вернулся на свою предыдущую должность и исполнял её до 10 октября 2010 года.
11 ноября 2010 года Бахар вступил на пост командира дивизии Газы, командовал дивизией до ноября 2012 года. По окончании операции «Облачный столп» Бахар был представителем армии в переговорах с представителями египетской разведки, служившими посредниками в непрямых переговорах Израиля о прекращении огня с организацией «Хамас». С сентября 2013 года командовал курсом командиров рот и батальонов (ивр. קמ"פ-קמ"ג‎).
25 апреля 2014 года было опубликовано решение Начальника Генштаба генерал-лейтенанта Бени Ганца и министра обороны Моше Яалона назначить Бахара командиром Корпуса Генштаба в Северном военном округе армии. 2 сентября 2014 года Бахару было присвоено звание генерал-майора, и он вступил на пост командира Корпуса Генштаба на смену генерал-майору Гершону Ха-Коэну. 29 октября 2016 года был назначен на дополнительную должность командира Школы командования, контроля и оперативной штабной работы. В мае 2018 года дополнительно был назначен ещё и на должность заместителя Командующего Южным военным округом вследствие столкновений на границе Израиля с сектором Газа.
3 октября 2018 года Бахар передал командование Корпусом Генштаба и Школой командования, контроля и оперативной штабной работы генерал-майору Моти Баруху накануне выхода в запас из армии.

### После выхода в запас
В ходе эпидемии коронавирусной инфекции весной 2020 года Бахар возглавлял оперативный штаб по борьбе с эпидемией в городе Бейтар-Илит.
Состоит в движении «Ха-Битхонистим» (ивр. הביטחוניסטים‎), призывавшем, помимо прочего, к аннексии Израилем Западного берега реки Иордан.
Работает генеральным директором крупной строительной компании. В рамках резервистской службы является заместителем Командующего Южным военным округом.
Во время вторжения боевиков ХАМАС из сектора Газа в Израиль 7 октября 2023 года и последовавшей резни в кибуце Беэри боевиками была убита мать Бахара, Геула. Сам Бахар, проснувшись в то утро в кибуце из-за шума миномётных обстрелов юга Израиля из сектора Газа, планировал выдвинуться в штаб Южного военного округа, но вскоре понял, что в кибуц проникли боевики. Осознав, что масштабы атаки, которой подвергся кибуц, не позволят ему единолично вступить в конфронтацию с боевиками, и не имея на тот момент оружия для вступления в бой, Бахар оставил свою семью запертой в доме, вооружился винтовкой отсутствующего члена команды охраны кибуца и вместе с ещё одним членом кибуца укрылся на веранде одного из домов, откуда двое начали вести прицельную одиночную стрельбу по проходящим мимо боевикам. От попадании гранаты боевиков по веранде товарищ Бахара был ранен в ногу, а сам Бахар получил ранение осколком гранаты в спину. Когда патроны у Бахара подошли к концу, около места его укрытия проходил отряд солдат Армии обороны Израиля, у которого Бахар получил два рожка с патронами, после чего продолжил вести прицельную одиночную стрельбу из места своего укрытия по подоспевшей второй волне вторжения боевиков в кибуц до прихода сил армии в кибуц к вечеру того дня. В целом, Бахар со своим товарищем уничтожили таким образом около 15 боевиков. После прибытия в кибуц сил Армии обороны Израиля Бахар выдвинулся в штаб Южного военного округа для командования военной операцией против вторжения и в дальнейшем продолжал участие в операции «Железные мечи» в качестве заместителя Командующего округом.

### Образование и личная жизнь
За время военной службы Бахар получил с отличием степень бакалавра Хайфского университета (в области истории Земли Израильской), а также получил степень бакалавра юриспруденции Междисциплинарного центра в Герцлии и степень магистра Тель-Авивского университета (в области администрации и государственной политики).
Женат на Айелет Бахар, отец шестерых детей.